# Franz Schmidt (tonsättare)
Franz Schmidt, född 22 december 1874 i Pressburg (nuvarande Bratislava), död 11 februari 1939 i Perchtoldsdorf, var en österrikisk-ungersk tonsättare i Anton Bruckners efterföljd. Han var en framstående cellist, pianist och organist.
Efter studier i pianospel för Theodor Leschetizky, komposition för Anton Bruckner och musikteori för Robert Fuchs blev Schmidt cellist i Wienerfilharmonikerna 1896–1911 och från 1901 cellolärare vid musikkonservatoriet i Wien. 1914 blev han professor i pianospel. 1925–1927 var han direktor vid musikakademin i Wien och därefter rektor vid Musikhögskolan i Wien.
Av hans kompositioner är det stora oratoriet Das Buch mit sieben Siegeln (med text ur Johannes uppenbarelse) och Symfoni nr 4 i C-dur särskilt anmärkningsvärda[källa behövs]. Hans Symfoni nr 3 i A-dur vann andra pris i en internationell kompositionstävling 1928.
Bland Schmidts många orgelverk är Toccata i C-dur och Chaconne kanske de mest spelade. Chaconnen finns också i en orkesterversion. Schmidt skrev också två operor. Ur dessa är Intermezzo ur Notre Dame det mest kända stycket.
Många av de verken för piano är skrivna för att kunna utföras med enbart vänster hand. De beställdes av Paul Wittgenstein, som förlorat sin högra hand i första världskriget. Pianisten Friedrich Wührer, en av Schmidts elever, har sedan arrangerat om dessa för pianister med två händer.
Föreningen Franz Schmidt-Gesellschaft grundades 1951 för att främja forskning om Schmidt och hans verk.
Han var till börden tre-kvarts-ungrare. Fadern var till hälften och modern (Mária Ravasz) var av ungerskt ursprung. Schmidts förstaspråk var ungerska, hans andraspråk slovakiska och hans tredjespråk tyska.[källa behövs]

## Verkförteckning

### Orgelverk
- Variationen und Fuge über ein eigenes Thema (1916/1924)
- Präludium und Fuge Ess-dur (1924)
- Toccata C-dur (1924)
- Fantasie und Fuge D-dur (1924)
- Chaconne  ciss-moll  (1925)
- Vier kleine Choralvorspiele (1926)
- Präludium und Fuge C-dur (1927)
- Fuge F-dur (1927)
- Vier kleine Präludien und Fugen  (1928)
  - Nr 1  Ess-dur
  - Nr 2  c-moll
  - Nr 3  G-dur
  - Nr 4  D-dur  ("Halleluja")
- Choralvorspiel zu Joseph Haydns "Gott erhalte"  (1933)
- Der Heiland ist erstanden  (1934)
- Präludium und Fuge A-dur (1934)  Weihnachtspräludium
- Toccata und Fuge Ass-dur (1935)
- Fuga Solemnis

### Pianoverk
- Romanze A-dur (c:a 1922-1923)
- Weinachtspastorale A-dur
- Intermezzo fiss-moll (1938)
- Toccata d-moll (1938) för piano eller cembalo

### Kammarmusik
- Kleine Fantasiestücke (över ungerska nationalmelodier) för cello och piano (1892)
- Pianokvintett  A-dur (1925)
- Pianokvintett G-dur  (1926)
- Stråkkvartett G-dur (1929)
- Klarinettkvintett  B♭-dur  (1932)
- Klarinettkvintett A-dur  (1934)

### Orkesterverk
- Fyra symfonier
  - Symfoni nr 1  E-dur  (1896-1899)
  - Symfoni nr 2  Ess-dur  (1911-1913)
  - Symfoni nr 3  A-dur  (1927-1928)
  - Symfoni nr 4  C-dur  (1932-1933)
- Pianokonserter
  - Concertante Variationen über ein Thema von Beethoven (1923)
  - Pianokonsert d-moll (1934)
- Variationen über ein Husarenlied  (1930-1931)
- Tullnerbacher Blasmusik  (1904)  för nio blåsinstrument och slagverk

### Operor
- Notre Dame (1902-1904) baserad på Notre Dame de Paris, Ringaren i Notre Dame av Victor Hugo (bearbetning Franz Schmidt och Leopold Wilk)
  - Intermezzo  Zwischenspiel
- Fredigundis (1916-1921) text efter Felix Dahn (av Bruno Warden och Ignaz Welleminsky)

### Oratorium
- Das Buch mit sieben Siegeln  (1938)  text från Johannes uppenbarelse